# Mary Elizabeth Banning
Mary Elizabeth Banning (Maryland, 1832 - 1901) fue una micóloga, botánica, curadora, y artista botánica estadounidense.

## Biografía
Describió formalmente 23 especies previamente desconocidas de hongos, publicando su descripción en Botanical Gazette y en el "Annual Report of the New York State Botanist" de Charles Peck. Es conocida como autora de Fungi of Maryland (Los hongos de Maryland), manuscrito inédito con descripciones científicas, anécdotas micológicos, y 174 acuarelas de 33 × 38 cm de especies fúngicas. El Museo del Estado de Nueva York describe esas pinturas como "extraordinarias ... una mezcla de ciencia y arte popular, científicamente precisas y preciosas a la vista."
El manuscrito de Banning tardó veinte años en completarse (1868-1888). A pesar de los Archivos del Estado de Maryland, citando a Stegman, asevera que "En este punto temporal, nadie había escrito un libro sobre los hongos de América," y Haines escribe, "En 1868 no había libros de los cuales se pudiera aprender sobre los hongos de América," ninguna de las dos afirmaciónes es técnicamente correcta: la Synopsis Fungorum Carolinæ Superioris de Schweinitz se publicó en 1822.
Sin embargo, si la obra de Banning hubiera sido publicada, sin duda hubiera sido una de las primeras obras ilustradoras y popularmente accesibles sobre la flora micótica del sur de los Estados Unidos. Ella fue instalada en el Salón de la Fama de mujeres de Maryland en 1994.
En el prefacio de su manuscrito inédito, Banning discute el origen de su proyecto en términos que recuerdan la entonces prevalente teología natural:

Mi primera idea del dibujo y la pintura de los Hongos de Maryland tenía por objeto la formación educativa en una escuela de la misión. Confieso que una sonrisa en mi elección de un tema, la sensación de que por una vez que había entrado desde lo sublime a lo ridículo . Sin embargo, me siento satisfecho con mi empresa, en la creencia de que el estudio de las Ciencias Naturales en cualquiera de sus departamentos tiene una refinación de influencia, que cuando se utiliza en su sentido más verdadero más alto es el medio de la fe divinamente nombrado enseñanza, así como el cultivo de la mente y la moral.

## Algunas publicaciones
- "Notes on Fungi." Bot. Gazette 5 ( 1 de enero de 1880): 5-10
- "New Species of Fungi Found in Maryland--Agaricus (Tricholoma) Celaris." Bot. Gazette 6 ( 1 de enero de 1881)
- "Maryland Fungi. I." Bot. Gazette 6 ( 4 de abril de 1881): 200-202

- "Maryland Fungi. II." Bot. Gazette 6 ( 5 de mayo de 1881): 210-215
- "Preservative for Fungi." Bull. of the Torrey Bot. Club 9 ( 12 de diciembre de 1882): 153
- "The Tuckahoe." Bull. of the Torrey Bot. Club 9 ( 10 de octubre de 1882): 125-126
- "The fungi of Maryland (planchas)" Archivado el 4 de marzo de 2016 en Wayback Machine. manuscrito inédito en posesión del New York State Museum